# ماه عسل (فیلم ۱۹۹۵)
ماه عسل (ایتالیایی: Viaggi di nozze) یک فیلم کمدی ایتالیایی به کارگردانی کارلو وردونه است که در سال ۱۹۹۵ منتشر شد.

## گزیدهٔ بازیگران
- کارلو وردونه
- ورونیکا پیوه‌تی
- کلاودیا جرینی
- مادالنا فلینی
- مانوئلا آرکوری